# Marcus Manilius
Marcus Manilius, levde under första århundradet e.Kr., var en romersk poet och astrolog som skrev dikten "Astronomicon" uppdelat i fem böcker om astrologi och astronomi.
Nedslagskratern Manilius på månen och asteroiden 12163 Manilius.